# 12 Heures de Sebring 1972
Navigation
Édition précédente Édition suivante
Les 12 Heures de Sebring 1972 sont la 21e édition de l'épreuve et la 3e manche du championnat du monde des voitures de sport 1972. Elles ont été remportées le 25 mars 1972 par la Ferrari 312 PB no 2 pilotée par Mario Andretti et Jacky Ickx.

## Circuit

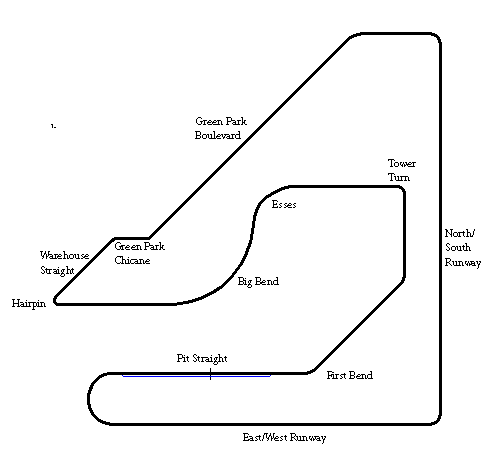
Le Sebring International Raceway, cadre des 12 Heures de Sebring 1972.

Les 12 Heures de Sebring 1972 se déroulent sur le Sebring International Raceway situé en Floride. Il est composé de deux longues lignes droites, séparées par des courbes rapides ainsi que quelques chicanes. Le tracé actuel diffère de celui de l'époque. Ce tracé a un grand passé historique car il est utilisé pour des courses automobiles depuis 1950. Ce circuit est célèbre car il a accueilli la Formule 1.

## Résultats
Voici le classement au terme de la course.
- Les vainqueurs de chaque catégorie sont signalés par un fond jauni.

| 1             | S 3.0    | 2   | Ferrari                                         | Mario Andretti Jacky Ickx                           | Ferrari 312 PB      | 259 |
| 2             | S 3.0    | 3   | Ferrari                                         | Ronnie Peterson Tim Schenken                        | Ferrari 312PB       | 257 |
| 3             | P 3.0    | 33  | Autodelta S.P.A.                                | Nino Vaccarella Toine Hezemans                      | Alfa Romeo T33/3    | 233 |
| 4             | GT + 2.5 | 57  | Dana English                                    | Dave Heinz Robert Johnson                           | Chevrolet Corvette  | 221 |
| 5             | GT 2.5   | 59  | Brumos Porsche Audi Corp.                       | Peter Gregg Hurley Haywood                          | Porsche 911S        | 215 |
| 6             | S 3.0    | 12  | Ecurie Bonnier                                  | Gérard Larrousse Joakim Bonnier Reine Wisell        | Lola T280           | 213 |
| 7             | S 3.0    | 39  | Roland Brezinka                                 | Roman Pechmann Rudy Bartling Milt Minter            | Porsche 910         | 213 |
| 8             | GT + 2.5 | 22  | N.A.R.T.                                        | Luigi Chinetti jr. Bob Grossman                     | Ferrari 365 GTB/4   | 210 |
| 9             | GT 2.5   | 78  | Daniel Muniz                                    | Daniel Muniz José Luis Ruben Novoa                  | Porsche 914/6       | 207 |
| 10            | T 5.0    | 17  | Takondo Racing                                  | Vince Gimondo Billy Dingman                         | Chevrolet Camaro    | 205 |
| 11            | GT 2.5   | 77  | Bruce Jennings                                  | Bruce Jennings Bob Beasley                          | Porsche 911S        | 202 |
| 12            | GT 2.5   | 28  | Porsche Kremer Racing Team                      | Erwin Kremer (de) Günther Huber Juan Carlos Bolaños | Porsche 911S        | 201 |
| 13            | GT + 2.5 | 21  | N.A.R.T.                                        | Tony Adamowicz Sam Posey                            | Ferrari 365 GTB/4   | 199 |
| 14            | GT 2.5   | 41  | Kirill Racing                                   | Peter Kirill Russ Norburn                           | Porsche 911S        | 196 |
| 15            | GT 2.5   | 27  | Bozzani Porsche Audi Inc.                       | Robert Kirby John Hotchkis                          | Porsche 914/6       | 189 |
| 16            | GT 2.5   | 69  | Holbert's Porsche-Audi Inc.                     | Dieter Oest Mike Tillson Al Holbert                 | Porsche 911T        | 186 |
| 17            | GT + 2.5 | 47  | Sebring Racing Inc.                             | Bob Gray Terry Keller                               | Chevrolet Corvette  | 181 |
| 18            | S 2.0    | 38  | Hobby Car Enterprises                           | Bob Fisher Bruce Ponder                             | Chevron B16         | 176 |
| 19            | GT + 2.5 | 18  | Ring Free Oil Racing Team                       | Harry Ingle Charles Reynolds                        | Ferrari 365 GTB/4   | 175 |
| 20            | S 2.0    | 25  | Fred Opert                                      | Nick Craw Bill Barber                               | Chevron B19         | 173 |
| 21            | S 2.0    | 74  | Carousel Porsche Audi Inc.                      | Merv Rosen Jerry Schaub                             | Porsche 906         | 172 |
| 22            | S 2.0    | 56  | Promotional Advertising Corp.                   | Tom Waugh Bob Beatty                                | Lola T212           | 167 |
| 23            | T 5.0    | 94  | Bolus & Snopes Ltd.                             | Bob Mitchell Bob Christiansen                       | Chevrolet Camaro    | 166 |
| 24            | GT + 2.5 | 50  | John Greenwood Racing                           | Donald Yenko John Cordts                            | Chevrolet Corvette  | 163 |
| 25            | GT 2.5   | 58  | Brumos Porsche Audi Corp.                       | Hector Rebaque senior Guillermo Rojas               | Porsche 914/6       | 152 |
| 26            | T 5.0    | 10  | C. C. Canada Lumber Co. Inc.                    | John Tremblay David Ellis-Brown                     | Chevrolet Camaro    | 146 |
| 27            | GT 2.5   | 68  | H&S Imports Racing                              | Robert Stoddard Joe Hines Frank Harmstad            | Porsche 914/6       | 146 |
| 28            | T 2.5    | 24  | Libra International Racing                      | John Buffum John Fitzpatrick                        | Ford Escort RS1600  | 97  |
| Non classé    |          |     |                                                 |                                                     |                     |     |
| 29            | GT 2.5   | 73  | Ross Racing Ltd.                                | Craig Ross Jacques Groleau                          | Datsun 240Z         | 121 |
| Abandons      |          |     |                                                 |                                                     |                     |     |
| 30            | S 3.0    | 4   | Ferrari                                         | Clay Regazzoni Brian Redman                         | Ferrari 312PB       | 215 |
| 31            | GT + 2.5 | 48  | John Greenwood Racing                           | John Greenwood Dick Smothers                        | Chevrolet Corvette  | 179 |
| 32            | T 5.0    | 9   | Endurance Promotions Inc.                       | Michael Summers Bob McClure                         | Chevrolet Camaro    | 145 |
| 33            | T 5.0    | 44  | Larrauri Racing                                 | Manuel Garcia Robert Cao                            | Chevrolet Nova      | 137 |
| 34            | T 5.0    | 46  | Sebring Racing Inc.                             | Neil Potter Oran Ansley Bill Hood                   | Ford Mustang        | 130 |
| 35            | S 3.0    | 32  | Autodelta S.p.A.                                | Vic Elford Helmut Marko                             | Alfa Romeo T33/TT/3 | 128 |
| 36            | S 3.0    | 31  | Autodelta S.p.A.                                | Rolf Stommelen Peter Revson                         | Alfa Romeo T33/TT/3 | 117 |
| 37            | T 5.0    | 11  | Troy Promotions Inc.                            | Tony DeLorenzo Jerry Thompson                       | Ford Mustang        | 116 |
| 38            | GT 2.5   | 16  | Toad Hall Racing                                | Michael Keyser Jürgen Barth                         | Porsche 911S        | 102 |
| 39            | T 5.0    | 42  | Garcia Racing                                   | Ralph Noseda Jorge Garcia Mark Livingston           | Chevrolet Camaro    | 92  |
| 40            | T 5.0    | 89  | Rinzler Motoracing Inc.                         | Houghton Smith Bert Gafford                         | Chevrolet Camaro    | 91  |
| 41            | S 2.0    | 52  | Promotional Advertising Corp.                   | Hugh Kleinpeter Tony Belcher                        | Chevron B21         | 85  |
| 42            | T 5.0    | 37  | Gary Belcher                                    | Gary Belcher Jef Stevens                            | Chevrolet Camaro    | 84  |
| 43            | S 2.0    | 26  | Fred Opert                                      | Rodolfo Junco Fred van Beuren                       | Chevron B19         | 76  |
| 44            | T 5.0    | 35  | Vincent Collins                                 | Vincent Collins Roberto Gonzalez Jack Beall         | Chevrolet Camaro    | 76  |
| 45            | GT 2.5   | 76  | Silverstone Racing Team                         | George Stone Russ Poole                             | Porsche 911T        | 64  |
| 46            | S 2.0    | 54  | Automobiles International Inc.                  | Anatoly Arutunoff Brian Goellnicht                  | Abarth 2000SP       | 57  |
| 47            | GT + 2.5 | 1   | Kirk F. White Motor Racing Inc.                 | David Hobbs Skip Scott                              | Ferrari 365 GTB/4   | 53  |
| 48            | GT 2.5   | 19  | David McClain                                   | David McClain Dave White                            | Porsche 914/6       | 51  |
| 49            | T 5.0    | 80  | Preston Hood Chevrolet Inc.                     | John Elliott Bill McDill                            | Chevrolet Camaro    | 50  |
| 50            | S 3.0    | 7   | Gulf Research Racing Company                    | Derek Bell Gijs van Lennep                          | Mirage M6           | 48  |
| 51            | S 3.0    | 34  | Autodelta S.p.A.                                | Andrea de Adamich Nanni Galli                       | Alfa Romeo T33/TT/3 | 37  |
| 52            | GT + 2.5 | 30  | Florida Tire Co. Inc.                           | Manuel Quintana John Belperche                      | Shelby GT350        | 33  |
| 53            | T 5.0    | 8   | Automotive Engineering Enterprises              | Tom Nehl Jim Fitzgerald                             | Chevrolet Camaro    | 31  |
| 54            | GT 2.5   | 61  | Jim Locke                                       | Jim Locke Bob Bailey                                | Porsche 911S        | 23  |
| 55            | GT 2.5   | 70  | Lee McDonald-Algar Porsche Audi Inc.            | Lee McDonald Bert Everett                           | Porsche 914/6       | 22  |
| 56            | GT + 2.5 | 23  | Rinzler Motoracing Inc. Holiday Anns of America | Charlie Kemp Oscar Koveleski                        | Chevrolet Corvette  | 21  |
| 57            | T 5.0    | 97  | Roberto Quintanilla                             | Roberto Quintanilla Jose Martinez                   | Chevrolet Camaro    | 20  |
| 58            | T 5.0    | 43  | Garcia Racing                                   | Luis Sereix Javier Garcia                           | Chevrolet Camaro    | 15  |
| 59            | S 2.0    | 63  | Joseph Greger                                   | Joseph Greger Arthur Blank                          | Porsche 910         | 10  |
| 60            | S 2.0    | 55  | Roger McCaig Racing                             | Roger McCaig Maurice McCaig                         | Lola T212           | 7   |
| 61            | GT 2.5   | 15  | Toad Hall Racing                                | Bill Bean Levon Pentecost                           | Porsche 911S        | 5   |
| Non partants  |          |     |                                                 |                                                     |                     |     |
| 62            | GT + 2.5 | 29  | Iroquois Racing Associates                      | Ken Schumacher Bob Kiefer                           | Chevrolet Corvette  |     |
| 63            | GT + 2.5 | 45  | T. C. Racing                                    | Brad West John Tunstall                             | Shelby GT350        |     |
| 64            | T 2.5    | 51  | Richard Crebs                                   | Richard Crebs Bill Jobe                             | Alfa Romeo GTV      |     |
| 65            | GT + 2.5 | 63  | Central New York Endurance Racing               | Bob Baechle Roger Burdick                           | Chevrolet Corvette  |     |
| 66            | S 3.0    |     | Autodelta S.p.A.                                |                                                     | Alfa Romeo T33/3    |     |
| 67            | S 3.0    | 32T | Autodelta S.p.A.                                |                                                     | Alfa Romeo T33/3    |     |
| 68            | S 2.0    | 53  | Don Baumgartner                                 | Don Baumgartner Don Herman Reed Andrews             | Chevron B8          |     |
| Non qualifiés |          |     |                                                 |                                                     |                     |     |
| 69            | T 5.0    | 60  | Robert Fordyce                                  | Robert Fordyce Richard Small                        | Chevrolet Camaro    |     |
| 70            | T 2.5    | 67  | Frossman Racing Service                         | Bob Armstrong Rod Bremner                           | Mazda R100          |     |
| 71            | T 2.5    | 75  | Clearwater Datsun                               | Bobby Clark Ray Kessler                             | Datsun 510          |     |
| 72            | GT + 2.5 | 79  | Arrow Racing Team                               | Eddie Johnson Clay Young                            | Chevrolet Camaro    |     |
| 73            | T 2.5    | 84  | Chem Air Spray Inc.                             | Juan Montalvo John Pauley                           | BMW 2002            |     |